# Benito Cibrián
Benito Cibrián (País Vasco, España; 1890 - Buenos Aires, Argentina; 1974) fue un actor, director y maestro de la escena español que, nacionalizado en Argentina, incursionó en cine, radio, teatro y televisión.

## Biografía
Casado desde 1915 con la actriz Josefina Meliá (Pepita Meliá) a quien conoció en Buenos Aires, tuvieron en 1916 a su único hijo, el primer actor José Rafael Cibrián Meliá. Su nuera fue la actriz Ana María Campoy, y sus nietos son Roberto Cibrián y el director y actor teatral Pepe Cibrián Campoy.
Inició su carrera en el teatro en 1905 junto a Enrique Arellano y Ángela Tesada.
En los últimos meses de la guerra en España colaboró, siempre junto a su mujer, en cuantos festivales se organizaban en favor del Socorro Rojo. Escribió en 1937 la obra El paraíso antifascista.
A la conclusión de la Guerra Civil abandona España para refugiarse a Francia y luego exiliarse en México junto a su mujer.

## Filmografía
- 1945: Su gran ilusión (México)
- 1951: Pasó en mi barrio
- 1953: Ellos nos hicieron así
- 1954: Sucedió en Buenos Aires
- 1954: El juramento de Lagardere
- 1955: El amor nunca muere
- 1958: Las apariencias engañan
- 1961: Esta tierra es mía[5]

## Televisión
En televisión hizo una participación especial en  el programa Teleteatro del romance, de 1952, estelarizado por Nelly Darén, Enrique del Cerro, José María Gutiérrez, Perla Mux y Claudio Rodríguez Leiva.
En 1954 hizo Joyas del teatro breve, un programa con elenco rotativo.

## Radio
En 1941 actuó en el radioteatro Cartas de amor, por Radio Argentina, junto con los actores Malvina Pastorino, Ibis Blasco, Antonia Herrero, Angelina Pagano, Pedro Tocci, Pepita Meliá, Manolo Perales y Joaquín García León.

## Teatro
Benito se inició  en el teatro de Madrid siendo muy joven. En España realizó una extensa carrera teatral, muchas de ellas junto a su esposa, creando su propia compañía dramática a mediados de los años 20, además de conformar la compañía de Comedias del Frente Popular durante la Guerra Civil. Entre sus numerosas obras se encuentran:
- La gran farsa
- Malvaloca
- Un alto en el camino
- La melodía del Jazz-band
- Solera
- Teresa de Jesús
- La chica del gato
- Cásate y verás
- Usted tiene ojos de mujer fatal
- Cobardías
- Tirano Banderas
- Tierra argentina, Dios te bendiga.
- Santa Marina
- Cristalina
- Invasión
- El caballero de Olmedo
- Juan José
- Lacoma, es un punto
- Nuestra Natacha
- Dueña y señora
- El señor de Pigmalión, que también presentó en Argentina.
- Todo un hombre
- Mujeres
- El secreto
- No te ofendas, Beatriz!